# Sierra circular

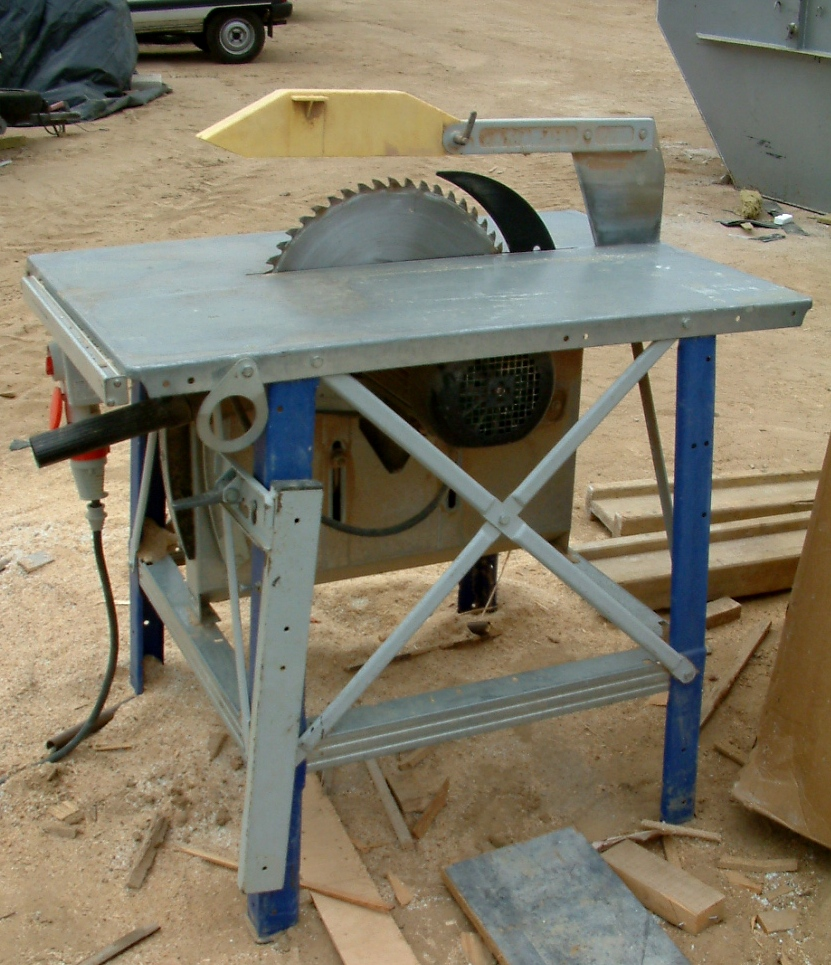
Sierra circular.

La sierra circular es una máquina para aserrar longitudinal o transversalmente madera, metal, plástico u otros materiales. Está dotada de un motor eléctrico que hace girar a gran velocidad una hoja circular. Empleando una hoja adecuada (en cuanto a su dureza y a la forma de sus dientes), una sierra circular portátil puede cortar una amplia variedad de materiales.
Se caracterizan por realizar cortes precisos. Además, algunos modelos posibilitan el corte en ángulo hasta de 45 grados e incorporan una protección contra el polvo o serrín que se produce en el corte; algunas están preparadas para conectarse a un extractor externo.

## Historia
El 27 de marzo de 1816,  Auguste Brunet y Jean-Baptiste Cochot  depositaron una patente de sierra circular (el constructor de órganos Aristide Cavaillé-Coll ya había creado una sierra circular antes, pero sin la presentación de la patente). Originalmente, las primeras sierras circulares, alimentadas por agua, no cortaban más que la madera (la de Cavaillé-Coll fue también usada para cortar las tiras de estaño para hacer los tubos del órgano). Ahora también pueden cortar otros materiales mediante el cambio del tipo de cuchilla.

## Tipos de hojas de sierras circulares
- Con dientes inclinados.
- Con dientes rectos puntiagudos.

- Datos: Q1141837
- Multimedia: Circular saws / Q1141837